# Комбінований список

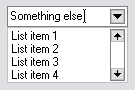
Загальний вигляд поля із списком

Комбінований список або Поле зі списком (англ. combo box) — компонент графічного інтерфейсу користувача (ГІК або GUI), що поєднує в собі текстове поле та випадний список. Компонент дозволяє або ввести необхідне значення у полі, або вибрати його із випадного списку. Інший компонент ГІК «Випадний список» (Drop-down list) зовнішньо не відрізняється від поля зі списком, проте не дозволяє вводити варіант з клавіатури, а лише вибирати значення за допомогою мишки. Щоправда сучасні реалізації комбінованих списків, можуть мати два режими з можливістю редагування в полі і без такої можливості.
Для зручності користувачів, комбіновані списки часто реалізовують автодоповнення ввідного тексту.
Комбіновані списки є альтернативою радіокнопкам. Перевагою є можливість додання великої кількості пунктів вибору і при цьому компонент займає небагато місця на екрані.